# フランクミュージック
フランクミュージック（Frankmusik, 1985年10月9日 - ）は、イギリス・ロンドン出身のシンセポップ・ミュージシャンである。

## 来歴
2007年秋、David Norlandと共同設立したレーベル、Apparent RecordsからデビューEP『Frankisum』をリリースし、本作が話題となり、すぐにユニバーサル/アイランドと契約した。
2009年、シングル「In Step」「Confusion Girl」「3 Little Words」を収録したファーストアルバム『Complete Me』を発表し、イギリスのアルバムチャートで13位を記録した。同年、KeaneとPet Shop Boysの英国ツアーのオープニングアクトを務め、レディー・ガガ（"Eh Eh [Nothing Else I Can Say]"）やErasure（"Phantom Bride"）など、他のアーティストのリミックスを担当し続けた。
その後、アメリカに拠点を移し、インタースコープと契約して2作目となる2011年の『Do It in the AM』を発表し、英国ビルボードのトップダンス／エレクトロニック・アルバム・チャートにランクインした。また、同年に発売されたErasureのアルバム『Tomorrow's World』のトータルプロデュースも担当。
メジャーレーベルを退社した後、インディーズ活動を再開した。同年末には3枚目のアルバム『Between』とそのアコースティック版『Between Us』をリリースした。
2014年には4枚目のアルバム『By Nicole』が続き、その1年後に5枚目のアルバム『For You』がリリースされた。

## 年譜
- 2007年、インディーズでデビューEP『Frankisum』を発表。
- 2008年11月23日、Island Recordsから発売され、1作目のシングル「3 Little Words」でメジャーデビューを果たす。
- 2009年4月12日、2作目のシングル「Better Off As 2」を発売。全英シングルチャートで26位を記録した。
- 2009年7月19日、3作目のシングル「Confusion Girl」を発売。
- 2009年7月31日、ファーストアルバム『Complete Me』を発売され、全英アルバム・チャートで13位を記録した。[3]同年、キーン、ペット・ショップ・ボーイズのライブツアーにサポートアクトとして出演。[4]
- 2010年、Far East Movementのアルバム『Free Wired』収録曲「Fighting for Air」に参加。また、同バンドの「Rocketeer」のミュージックビデオに出演。
- 2011年、Erasureの14作目のスタジオ・アルバム『Tomorrow's World』のトータルプロデュースを担当。2011年10月から11月にかけて、Erasureの米国およびヨーロッパでのツアーのサポートアクトを務めた。
- 2011年9月、2枚目のスタジオ・アルバム『Do It in the AM』を発売し、全英アルバム・チャートで178位を記録。
- 2011年10月、自身の公式ツイッターでIsland Recordsとの契約終了を発表。
- 2012年1月、Vincent Did Itと改名してフリー活動を開始したことを発表。
- 2012年9月、Vincent Did It名義でEP『The SOPA Opera』を発表。
- 2012年10月、旧芸名に戻ることを発表し、Frankmusik名義でシングル「Fast as I Can」を発表。
- 2013年2月、EP『Far+from+Over』を無料デジタル・ダウンロードで発売。
- 2013年6月、2年ぶり3枚目のスタジオ・アルバム『Between』を自主制作で発売。
- 2021年、ファースト・アルバム『Complete Me』収録曲の著作権を持たないため、『Complete Me』を再録音する意向を発表。
- 2022年、ファースト・アルバムからの新録バージョンの各曲は毎月リリースされ、年末には再録音スタジオ・アルバム『Completed』を発売予定。

## ディスコグラフィ

### スタジオ・アルバム
| 1st | Complete Me     | - 発売日: 2009年7月31日 - レーベル: Island - フォーマット: CD, デジタル・ダウンロード            | 13 | 85 |
| 2nd | Do It in the AM | - 発売日: 2011年9月23日 - レーベル: Island - フォーマット: CD, デジタル・ダウンロード            | —  | —  |
| 3rd | Between         | - 発売日: 2013年6月7日 - レーベル: VDI USA Inc. - フォーマット: CD, デジタル・ダウンロード       | —  | —  |
| 4th | By Nicole       | - 発売日: 2014年4月28日 - レーベル: VDI USA Inc. - フォーマット: CD, デジタル・ダウンロード      | —  | —  |
| 5th | For You         | - 発売日: 2015年10月9日 - レーベル: VDI USA Inc. - フォーマット: CD, デジタル・ダウンロード      | —  | —  |
| 6th | Carissimi       | - 発売日: 2021年11月8日 - レーベル: VDI USA Inc. - フォーマット: CD, デジタル・ダウンロード      | —  | —  |
| ※   | Completed       | - 発売日: 2022年12月31日 - レーベル: VDI USA Inc. - フォーマット: CD, LP, デジタル・ダウンロード | —  | —  |

### EP
| 通算 | タイトル       | アルバム詳細                                                                                                   |
| ---- | -------------- | --- |
| 1    | Frankisum      | - 発売日: 2007年8月13日 - レーベル: Apparent Records - フォーマット: CD, 限定版レコード                        |
| 2    | The SOPA Opera | - 発売日: 2012年9月 - レーベル: 自主制作 - フォーマット: デジタル・ダウンロード - Vincent Did It名義でリリース |
| 3    | Far+from+Over  | - 発売日: 2013年2月14日 - レーベル: 自主制作 - フォーマット: デジタル・ダウンロード                            |
| 4    | The Moongazer  | - 発売日: 2014年7月10日 - レーベル: VDI USA Inc. - フォーマット: CD                                            |
| 5    | Day Break      | - 発売日: 2016年7月21日 - レーベル: Killpop - フォーマット: デジタル・ダウンロード                             |
| 6    | SS17           | - 発売日: 2017年6月17日 - レーベル: 自主制作 - フォーマット: デジタル・ダウンロード                            |
| 7    | AW17           | - 発売日: 2017年10月7日 - レーベル: 自主制作 - フォーマット: デジタル・ダウンロード                            |

### 楽曲提供
| 時期   | 曲名                                | アーティスト   | 提供                       | 収録アルバム     |
| ------ | ----------------------------------- | -------------- | -------------------------- | ---------------- |
| 2009年 | First Place                         | Tinchy Stryder | 作曲（共作）、プロデュース | Catch 22         |
| 2010年 | Wish I Stayed                       | Ellie Goulding | プロデュース               | Lights           |
| 2011年 | (We Do It) Primo                    | Colette Carr   | 作曲（共作）、プロデュース | Skitszo          |
| 2011年 | When I Start To (Break It All Down) | Erasure        | プロデュース               | Tomorrow's World |
| 2011年 | Be with You                         | Erasure        | プロデュース               | Tomorrow's World |
| 2011年 | Fill Us with Fire                   | Erasure        | プロデュース               | Tomorrow's World |
| 2011年 | What Will I Say When You're Gone?   | Erasure        | プロデュース               | Tomorrow's World |
| 2011年 | You Got to Save Me Right Now        | Erasure        | プロデュース               | Tomorrow's World |
| 2011年 | A Whole Lotta Love Run Riot         | Erasure        | プロデュース               | Tomorrow's World |
| 2011年 | I Lose Myself                       | Erasure        | プロデュース               | Tomorrow's World |
| 2011年 | Then I Go Twisting                  | Erasure        | プロデュース               | Tomorrow's World |
| 2011年 | Just When I Thought It Was Ending   | Erasure        | プロデュース               | Tomorrow's World |
| 2011年 | Shot to the Heart                   | Erasure        | プロデュース               | Tomorrow's World |
| 2011年 | When I Start To (Break It All Down) | Erasure        | プロデュース               | Tomorrow's World |
| 2012年 | F16                                 | Colette Carr   | 作曲（共作）、プロデュース | Skitszo          |
| 2012年 | Drive & Smoke                       | SRH            | プロデュース               | City Switch EP   |
| 2012年 | Dufferluv                           | SRH            | プロデュース               | City Switch EP   |
| 2012年 | Got That (feat. Mike Posner)        | SRH            | プロデュース               | City Switch EP   |
| 2012年 | Hometown Heroes                     | SRH            | プロデュース               | City Switch EP   |
| 2012年 | I Tried                             | SRH            | プロデュース               | City Switch EP   |
| 2012年 | Hometown Heroes (Remix)             | SRH            | プロデュース               | City Switch EP   |

### 主なリミックス
- Pet Shop Boys - 「Love Etc.」
- Lady Gaga - 「Eh, Eh (Nothing Else I Can Say)」
- Mika - 「Relax (Take It Easy)」
- CSS - 「Move」
- Erasure - 「Phantom Bride」「When I Start To (Break It All Down)」
- Nicole Scherzinger - 「Right There」
- Nelly Furtado - 「Night Is Young」